# Germansk rätt
Germansk rätt är en rättstradition som utvecklades hos de gamla germanska stammarna under forntiden. Nordisk rätt är en gren av den germanska rätten, som bland annat kommit till uttryck i de svenska landskapslagarna på medeltiden. Den germanska rätten var huvudsakligen en landsrätt, till skillnad från den romerska som var en stadsrätt utbildad kring stadsstater.
Under 1800-talet växte ett starkt intresse för de germanska folkens lagar före den romerska rättens introduktion. Friedrich Carl von Savigny var en av pionjärerna som även kom att influera andra forskare att försöka spåra den ursprungliga germanska rätten. Mycket av forskningen baserade sig på tanken om en Folksjäl.
Efter hand utvecklades två skolor inom forskningen kring den germanska rätten: romanister och germanister. Romanisterna försökte spåra ursprunget inom de romanska lagarna för att den vägen kunna hitta lagarnas äldre historik. Germanisterna sökte sig i stället hitta spåra den ursprungliga germanska rätten, dels från Tacitus och dels från de så kallade leges barbarorum, lagar skapade för germaner som levde på romerskt territorium. Man använde även de nordiska landslagarna, som ansågs mindre påverkade av romersk rätt än germanska lagar längre söderut. Betydande forskare var Konrad von Maurer och Karl von Amira.
Under senare tid har dock Tacitus värde som källa för germansk rättstradition nedvärderats, då han själv aldrig besökt germanskt område. De så kallade leges barbarorum är helt tydligt influerade av romersk rätt för att kunna tjäna som källa till en "urgermansk" rätt, liksom de sena nordiska landslagarna, som även de är tydligt influerade av romersk rätt.